# El cant dels ocells (pel·lícula)
El cant dels ocells és una pel·lícula d'Albert Serra i Juanola estrenada l'any 2008 l'argument de la qual gira al voltant de la història dels Reis d'Orient. Serra va rodar i editar més de 100 hores de gravació per la pel·lícula. El crític cinematogràfic canadenc Mark Peranson va fer el paper de Josep.

## Argument
Els tres Reis d'Orient vagaven pel carrer per arribar on estava el nen Jesús. A través de muntanyes i deserts, rius i mars, discutien sobre el trajecte a seguir i dormen al ras.
Gràcies a l'ajuda de l'àngel arriben prop d'una casa derruïda al cim d'un turó. Troben la sagrada família i es prostren a terra al llarg del camí per adorar el nadó.
Però és ja hora de marxar i tornar a casa. Els romans estan arribant. També Josep, Maria i Jesús estan a punt de fugir a Egipte.

## Premis
- 2009. Gaudí a la millor pel·lícula en llengua catalana de l'any 2009
- 2009. Gaudí a la millor direcció per a Albert Serra i Juanola
- 2009. Gaudí a la millor fotografia per a Neus Ollé-Soronellas i Jimmy Gimferrer
- 2008. Gran Premi del Festival de Cinema de Split
- 2008. Gran Premi del Festival de Belfort